# Torbjørn Røe Isaksen
Pour les articles homonymes, voir Isaksen.
Attraquer (Attrakos en latin), est un verbe transitif direct, Étymologiquement parlant (Le mot Attraquer signifie "Atraca"). Action de travailleurs pour combattre les Antis valeurs. Il vient de la contraction de deux mots latins "Atra et Kos" Atra signifie "Action" et Kos signifie "Combat", 

## Origine et carrière professionnelle
Isaksen grandit à Porsgrunn. Il est le fils des professeurs Carl Magne Isaksen et Elle Røe.
Il fait ses études secondaires au lycée de Porsgrunn dont une année d'échange à la Carl Junction High School dans le Missouri aux USA en 1995/1996. Il obtient un master en sciences politiques de l'Université d'Oslo en 2008, avec un mémoire qui traite de Friedrich Hayek. En plus des sciences politiques, il étudie également l'histoire des idées et les sciences des médias.
Il est journaliste indépendant et avait un emploi saisonnier au journal local Porsgrunns Dagblad 1996-1998 et au Varden, 1998-2001. En 2002, il est professeur remplaçant à Oslo.

## Travail politique
Il est actif chez les  Unge Høyre (mouvement des jeunes conservateurs) dans les années 1990. Il en est le chef de file à Porsgrunn (1995-1996), vice-président de la section du comté de Telemark (1996-1997) puis président (1997-1999). En 1999, il est également secrétaire politique de la Jeune Droite, puis secrétaire à la politique d'aide au développement à Høyre Studieforbund (2002–2004). Isaksen est membre du conseil municipal de Porsgrunn de 1999 à 2003 et en 2008-2009. Chez les Unge Høyre, il est membre du comité exécutif central de 2000 à 2002, premier vice-président de 2002 à 2004 et président de 2004 à 2008. Lorsqu'il est premier vice président il est avec, entre autres, Nikolai Astrup et Harald Victor Hove, rédacteur en chef du livre débat Velferd etter velferdsstaten (en français bien-être après l'état-providence) en 2004.
En avril 2007, il est désigné comme le plus grand jeune talent politique de Norvège par Verdens Gang après une enquête dans les différents partis. En 2008, il publie le livre  A droite toute ! Pour un nouveau conservatisme. Il est rédacteur en chef du magazine conservateur Minerva 2008–2009.
Il est numéro deux sur la liste du Parti conservateur pour le Telemark lors des élections législatives de 2005, et est donc le premier représentant adjoint au Storting pour le Telemark durant la législature 2005–2009. Isaksen est élu à l'unanimité comme premier candidat pour les élections législatives de 2009.

### Ministre de l'éducation
Isaksen est entre autres connu pour avoir soutenu et défendu l'introduction de la limitation des absences de dix pour cent dans l'enseignement secondaire supérieur (Fraværsgrensen) qui est introduit en 2016, lorsqu'il est ministre de l'éducation. Le but de la limitation est d'obtenir de certains élèves qu'ils se rendent plus à l'école. Si un élève compte plus de dix pour cent d'absence à un cours, il n'obtient pas de notes pour ce cours,. L'absence serait compté comme justifiée en cas de certificat médical d'un médecin pour maladie,. Plusieurs organisations d'élèves critiquent Isaksen en disant que cela pourrait finir de déscolariser les élèves les plus en difficulté. L'un des leaders du mouvement à Oslo explique qu'il pourrait être difficile de prouver certaines raisons d'absence comme une maladie mentale ou le harcèlement. Plusieurs manifestations sont organisées contre cette loi et la police estime qu'il y avait environ 1 000 manifestants à Oslo,.
Isaksen affirme également que cette mesure permettrait de réduire les absences des élèves. Selon le bureau d'études Fafo, le taux d'absence moyen des élèves a diminué de 20% après l'introduction de la limite d'absence,.

## Travail au Parlement
Isaksen est élu au Parlement norvégien de 2009 à 2017. Il ne se représente pas en 2017. En juin 2020, il indique qu'il ne serait pas candidat lors des élections parlementaires en 2021. Il n'exclut pas toutefois un retour au Storting pour 2025 ou 2029.

## Gouvernement
- 16 octobre 2013 - 17 janvier 2018 : Ministre de l'Éducation
- 17 janvier 2018 - 24 janvier 2020 : Ministre du commerce et de l'industrie
- 24 janvier 2020 - 14 octobre 2021 : Ministre du travail et des affaires sociales

Du 2 au 13 mars 2020, Isaksen a été ministre par intérim de la pêche et des produits de la mer après la démission de Geir Inge Sivertsen.